# نزار حامد
نزار حامد (3 أكتوبر 1988 بكسلا في السودان - ) هو لاعب كرة قدم سوداني في مركز الوسط، شارك في كأس الأمم الأفريقية 2012. وشارك مع منتخب السودان لكرة القدم. أما مع النوادي، فقد لعب مع نادي الهلال.

## وصلات خارجية
- نزار حامد على موقع قاعدة بيانات كرة القدم.إي يو (الإنجليزية)
- نزار حامد على موقع ناشيونال فوتبول تيمز (الإنجليزية)
- نزار حامد على موقع Soccerway.com (الإنجليزية)